# Bihar
Bihar (hindi: बिहार) je indijska savezna država na istoku zemlje. Na sjeveru Bihar graniči s Nepalom, na jugu sa saveznom državom Jharkhand, na istoku sa Zapadnim Bengalom, a na zapadu s Uttar Pradeshom. Država ima 96.444.000 (2008.) stanovnika i prostire se na 94.163 km2. Glavni grad države je Patna (stara Patliputra).
Državni muzej savezne drževe Bihar, je Muzej Patne, smješten u gradu Patna.